# Gens Abúria
La gens Abúria (llatí: Aburia gens) va ser una gens romana d'origen plebeu. Titus Livi els fa d'origen etrusc, i diu que el nom original en etrusc era Aparies. En algunes monedes d'aquesta família s'hi troba el cognomen Geminus, abreujat Gem..
Els seus personatges més destacats van ser:
- Marc Aburi (Marcus Aburius), tribú de la plebs l'any 187 aC, es va oposar al fet que Marc Fulvi Nobílior rebés els honors del triomf, però va ser convençut pel seu col·lega Tiberi Semproni Grac. Va ser pretor peregrí l'any 176 aC.[3]
- Gai Aburi (Caius Aburius), un ambaixador romà enviat a Masinissa I i als cartaginesos l'any 171 aC.[4]
- Gai Aburi Gemine (Caius Aburius Geminus), un dels triumviri monetales l'any 134 aC.[5]
- Marc Aburi Gemine (Marcus Aburius Geminus), germà de l'anterior, un dels triumviri monetales l'any 132 aC.[5]